# Мугдхабодха
«Мугдхабодха» (Mugdhabodha — «наставление глупца», «просвещение глупца») — санскритская грамматика XIII века автора Вопадевы. Предназначалась для начинающих и была более лёгкой, чем грамматика Панини (ок. V века до н. э.). «Мугдхабодха» написана понятным языком, и на момент зарождения индийской филологии, при отсутствии европейских пособий по этой части, служила европейцам хорошим руководством при изучении санскрита.

## Издания
- 1807 — «Mugdhabodha, a grammar by Vopadeva» (Серампор[англ.], 1807)
- 1826 — Namita Valiathan, «Mugdhabodha» (Калькутта, 1826; скан);
- 1847 — русского академика О. H. Бётлинга («Vopadevas Grammatik» — текст и объяснения, СПб., 1847, изд. Академией наук);
- 1880 — A.C. Burnell[англ.], «A Classified Index to the Sanskrit Mss. in the Palace at Tanjore» (скан; 1880);
- 1897 — «Mugdabodha wyakarana or Sanskrit grammar», изд. Colombo G.J.A. Skeen, Govt. Printer (скан, 1897).